# 覃塘区
覃塘区是中华人民共和国广西壮族自治区贵港市所辖的一个市辖区。总面积为1502平方公里，區人民政府駐覃塘街道覃塘大道。

## 行政区划
覃塘区下辖1个街道办事处、7个镇、2个乡：
覃塘街道、东龙镇、三里镇、黄练镇、石卡镇、五里镇、樟木镇、蒙公镇、山北乡和大岭乡。

## 人口
根據第七次人口普查數據，截至2020年11月1日零時，覃塘區常住人口為423747人。

## 交通

### 公路
- 广昆高速、 梧硕高速、 209国道、 358国道